# 忠信河
忠信河，流经中华人民共和国广东省东部，是船塘河右岸支流，发源于和平县青州镇蚬仔塘，蜿蜒向南，流经连平县内莞镇九连片（原九连镇）、忠信镇，于东源县顺天镇金史村汇入船塘河。河长65千米，流域面积622平方千米，落差819米。忠信河上游流经九连山地区，山林茂盛，水源充沛。忠信镇一下河流比较平缓，河谷盆地是重要的农耕区和居民区。